# 배양초등학교 (경기)
배양초등학교는 대한민국 경기도 화성시에 있는 공립 초등학교이다.

## 학교 연혁
- 2004. 05. 30. 배양초등학교 설립인가
- 2005. 11. 28. 초대 김성중 교장 취임
- 2005. 12. 01. 배양초등학교 개교(초등 11학급)
- 2006. 03. 01. 학급편성(16학급), 병설유치원 개원(1학급)
- 2007. 02. 14. 배양초등학교 제1회 졸업식 (50명)
- 2007. 03. 01. 경기도교육청지정 방과후교육 연구시범학교
- 2007. 03. 01. 독서논술 특성화 학교 지정, 초등보육프로그램운영교
- 2009. 04. 13. 다목적실 리모델링
- 2011. 06. 02. 배양 타악앙상블 창단식
- 2011. 09. 01. 3대 김영애교장 취임
- 2012. 06. 02. 초등부 음악줄넘기 2위
- 2012. 06. 30. 여초부 탁구 공동 3위
- 2012. 06. 30. 남초부 탁구 2위
- 2012. 06. 13. 기악중주 우수 수상
- 2012. 08. 25. 여초등부 수영 자유형 50m 2위
- 2013. 02. 15. 배양초등학교 제7회 졸업식(96명)
- 2013. 03. 01. 학급 편성(22학급 편성), 병설유치원(1학급)
- 2013. 03. 04. 입학식 및 시업식(1학년 96명 입학)
- 2013. 07. 18. 배양초등학교 화성창의지성교육 선도학교 선정
- 2013. 08. 23. 보건실 인테리어 리모델링
- 2013. 09. 06. 병설유치원 놀이터 보수
- 2014. 02. 14. 배양초등학교 제8회 졸업식(87명)
- 2014. 03. 01. 학급 편성(24학급 편성), 병설유치원(1학급)
- 2014. 09. 01. 4대 최은숙교장 취임
- 2015. 02. 13. 배양초등학교 제9회 졸업식(87명)
- 2015. 03. 01. 학급 편성(24학급 편성), 병설유치원(1학급)

## 참고 자료
- 배양초등학교 - 한국교육학술정보원 학교알리미